# Луцій Манлій Торкват (претор)
Луцій Манлій Торкват (*Lucius Manlius Torquatus, 94 до н. е. —46 до н. е.) — політичний та військовий діяч Римської республіки.

## Життєпис
Походив з патриціанського роду Манліїв. Син Луція Манлія Торквата, консула 65 року до н. е. У 69 році до н. е. стає членом колегії квіндецемвірів священнодійств. У 66 році до н. е. звинуватив Публія Корнелія Суллу та Публія Автронія Пета у хабарництві під час проведення виборів консулів. завдяки цьому вибори останніх анулувалися, а консулом у 65 році до н. е. став батько Торквата — Луцій Манлій Торкват Старший.
З цього моменту Торкват-молодший також затоваришував із Марком Туллієм Цицероном, якому допомогава стати претором, а потім консулом. Втім у 62 році до н. е. вони вступили у суперечки з приводу нових звинувачень Торквата відносно Публія Корнелія Сулли за звинуваченням у співучасті у двох змовах Луція Сергія Катиліни. Втім Торкват Молодший справу програв.
У 49 році до н. е. обирається претором. У громадянській війні між гаєм Юлієм Цезарем та Гнеєм Помпеєм Великим підтримав останнього. Згодом приєднався до нього в Греції. Торквату було доручено оборону важливої фортеці та міста Орік. Втім мешканці перейшли на бік Цезаря, змусивши Торквата здатися Цезарю, який відпустив Манія. Проте той знову приєднався до Помпея, під орудою якого воював при Діррахії та Фарсалі.
У 47 році до н. е., після поразки Помпея, перебирається до Африки. Тут приєднується до помпеянців. після остаточної їх поразки при Тапсі у 46 році до н. е. намагався втекти до Іспанії, але у м. Гіппон-Регій був схоплений військовиком Цезаря — Публієм Сіттієм, й незабаром страчений.